# Stockbridge (Massachusetts)
Stockbridge ist eine Stadt im Westen des US-Bundesstaats Massachusetts. Das U.S. Census Bureau hat bei der Volkszählung 2020 eine Einwohnerzahl von 2.018 ermittelt.

## Geografie und Verkehr

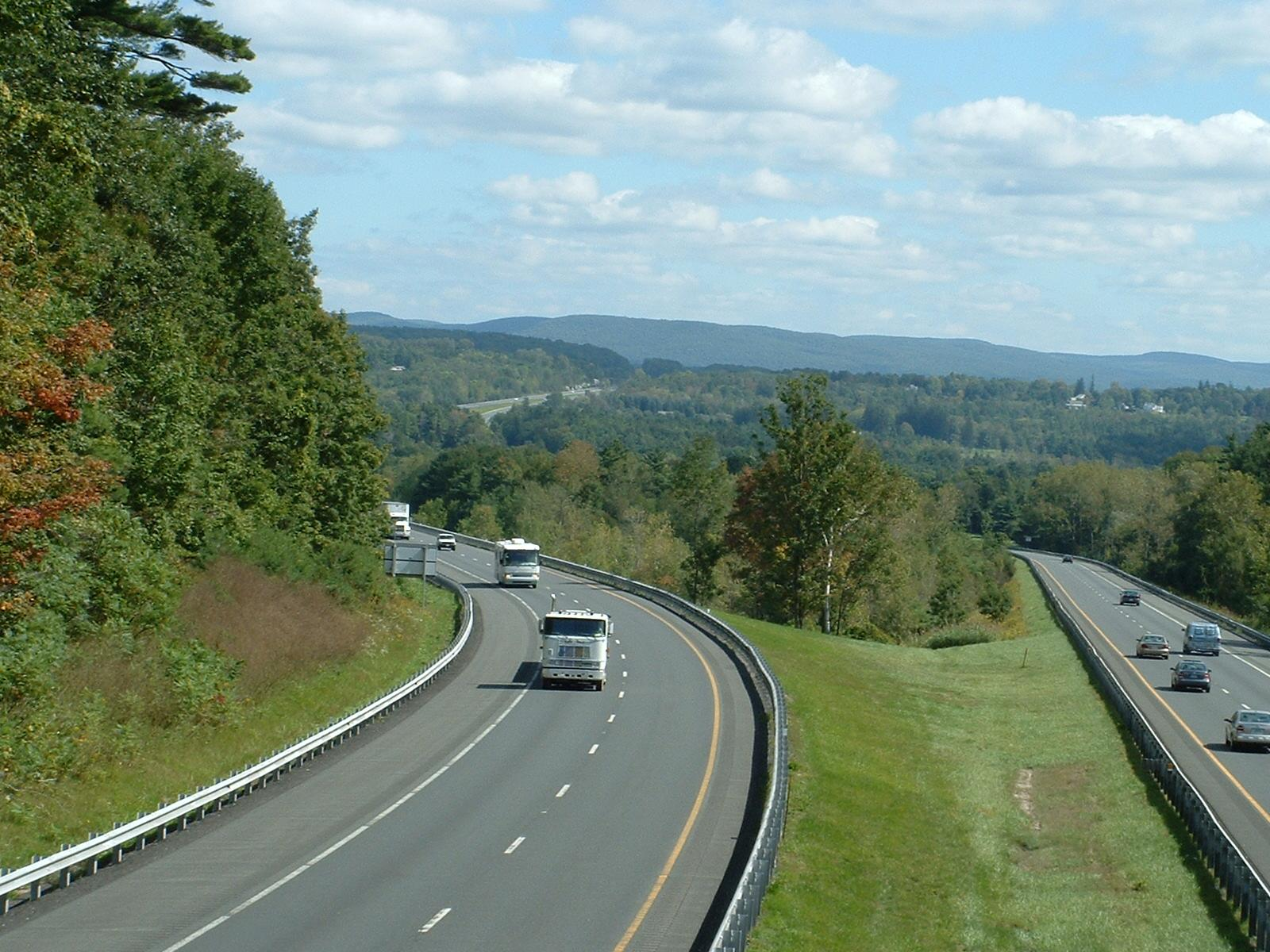
Der Massachusetts Turnpike östlich von Stockbridge

Dem United States Census Bureau zufolge hat Stockbridge eine Gesamtfläche von 61,4 km². Die Stadt liegt am Housatonic River und ist von den bewaldeten Berkshire Mountains umgeben. Zahlreiche Seen und Sümpfe umgeben die Stadt, so der Mohawk Lake im Westen, der Agawam Lake im Süden, der Lake Averic im Nordwesten und der Lake Mahkeenac im Norden.
Stockbridge liegt am Massachusetts Turnpike, einem Abschnitt der Interstate 90. Die wichtigste Bahnlinie ist die Housatonic Railroad von Pittsfield nach Great Barrington. Der nächste größere Flughafen ist der etwa 70 km entfernte Albany International Airport im Bundesstaat New York.

## Geschichte
Stockbridge wird erstmals 1739 erwähnt, als hier eine Mission für die Housatonic, einen Stamm der Mahican, errichtet wurde. Der Ort wurde dem Stamm als Dank für seine Unterstützung im Franzosen- und Indianerkrieg gegen die Franzosen überlassen. Reverend John Sergeant aus Newark war der erste Missionar in Indian Town, wie der Ort 1737 zunächst genannt wurde. Am 22. Juni 1739 bekam Indian Town den offiziellen Namen Stockbridge nach der Stadt Stockbridge in Hampshire, England.

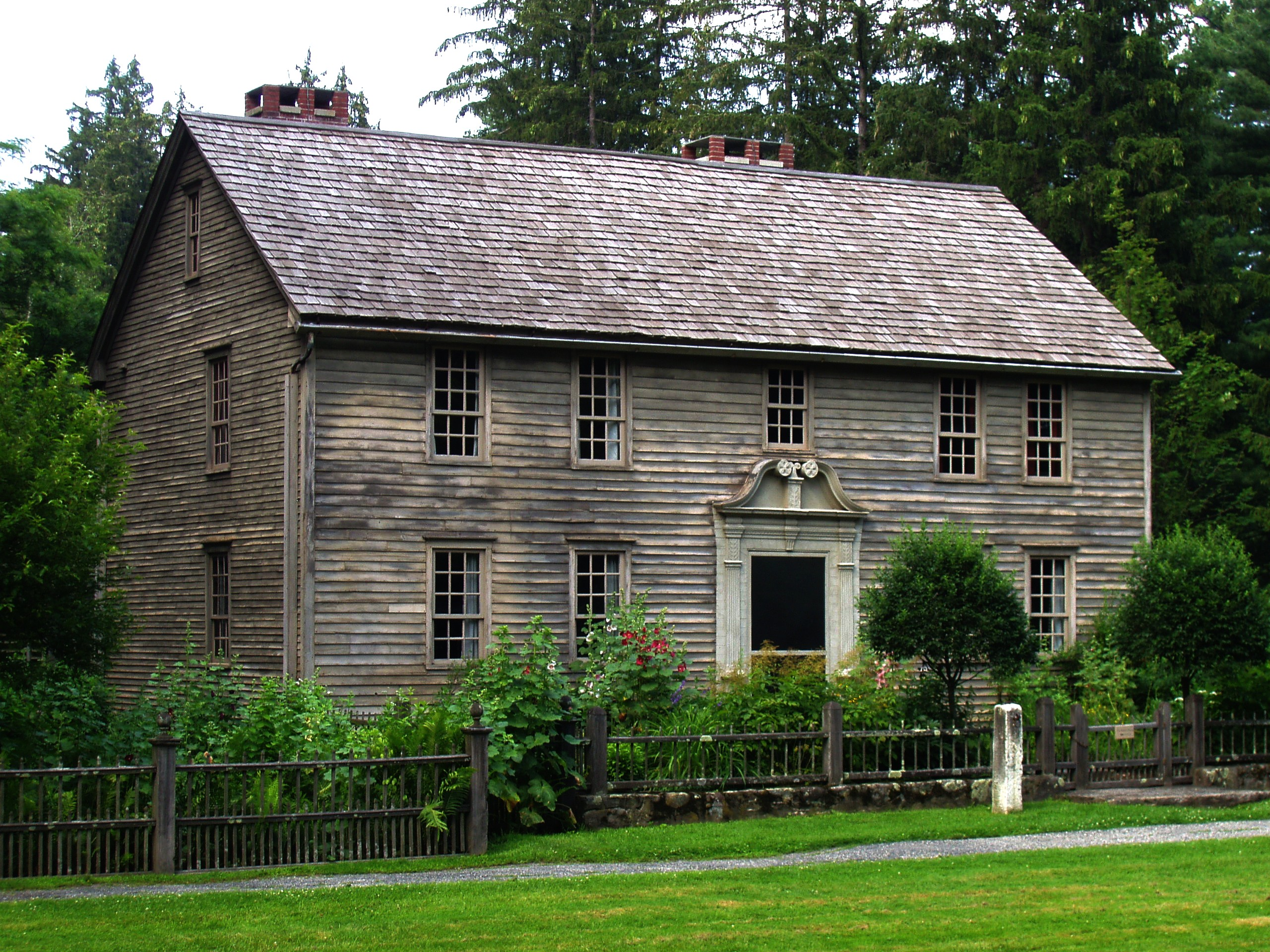
Das Mission House

Obwohl die Regierung von Massachusetts versprach, das Land der Indianer sei unverkäuflich, wurde diese Zusicherung später gebrochen. Im Amerikanischen Unabhängigkeitskrieg kämpften die Stockbridge-Indianer auf der Seite der Amerikaner. Trotzdem musste der Stamm seine Heimat in Massachusetts verlassen und wurde nach Stockbridge im Bundesstaat New York umgesiedelt. Das Land der Indianer ging in den Besitz weißer Siedler über. Mit dem Bau der Eisenbahnlinie 1850 entwickelte sich Stockbridge zur Sommerfrische für reiche Leute aus den nahen Großstädten. Zahlreiche große Häuser, die Berkshire Cottages genannt werden, entstanden in der Zeit vor dem Ersten Weltkrieg.

## Sehenswürdigkeiten
Neben dem Berkshire Botanical Garden ist das Anwesen Naumkeag mit ebenfalls beachtenswertem Garten und das Mission House des Missionars John Sergeant sehenswert.

## Persönlichkeiten

### Söhne und Töchter der Stadt
- Benjamin Pond (1768–1814), Jurist und Politiker
- Thomas C. Chittenden (1788–1866), Jurist und Politiker
- Henry W. Dwight (1788–1845), Politiker
- Catharine Sedgwick (1789–1867), Autorin
- Cyrus W. Field (1819–1892), Geschäftsmann
- Joseph Choate (1832–1917), Jurist und Diplomat
- Stephen Dudley Field (1846–1913), Erfinder
- Robert Reid (1862–1929), Maler
- Allen T. Treadway (1867–1947), Politiker
- Martin Richard Hoffmann (1932–2014), Heeresminister

### Mit Stockbridge verbunden
Der Ort gilt auch als Heimat bekannter Künstler, zum Beispiel des Bildhauers Daniel Chester French, von dem die berühmte Lincoln-Statue in Washington, D.C. stammt, und des Malers Norman Rockwell, dessen Werke vornehmlich in Stockbridge entstanden und dem ein Museum gewidmet ist. Beide Künstler sind auch in Stockbridge verstorben.

## Trivia
Stockbridge ist „scene of the crime“ („Ort des Verbrechens“) im Song Alice’s Restaurant von Arlo Guthrie.